# Dahliengarten (Gera)
Der Dahliengarten ist eine Grünanlage in Gera, die jedes Jahr im Herbst als Ausstellungsfläche für die in der Region gezüchteten Dahlien dient. Er wurde 1928 als erster reiner Schaugarten für Dahlien weltweit gegründet.

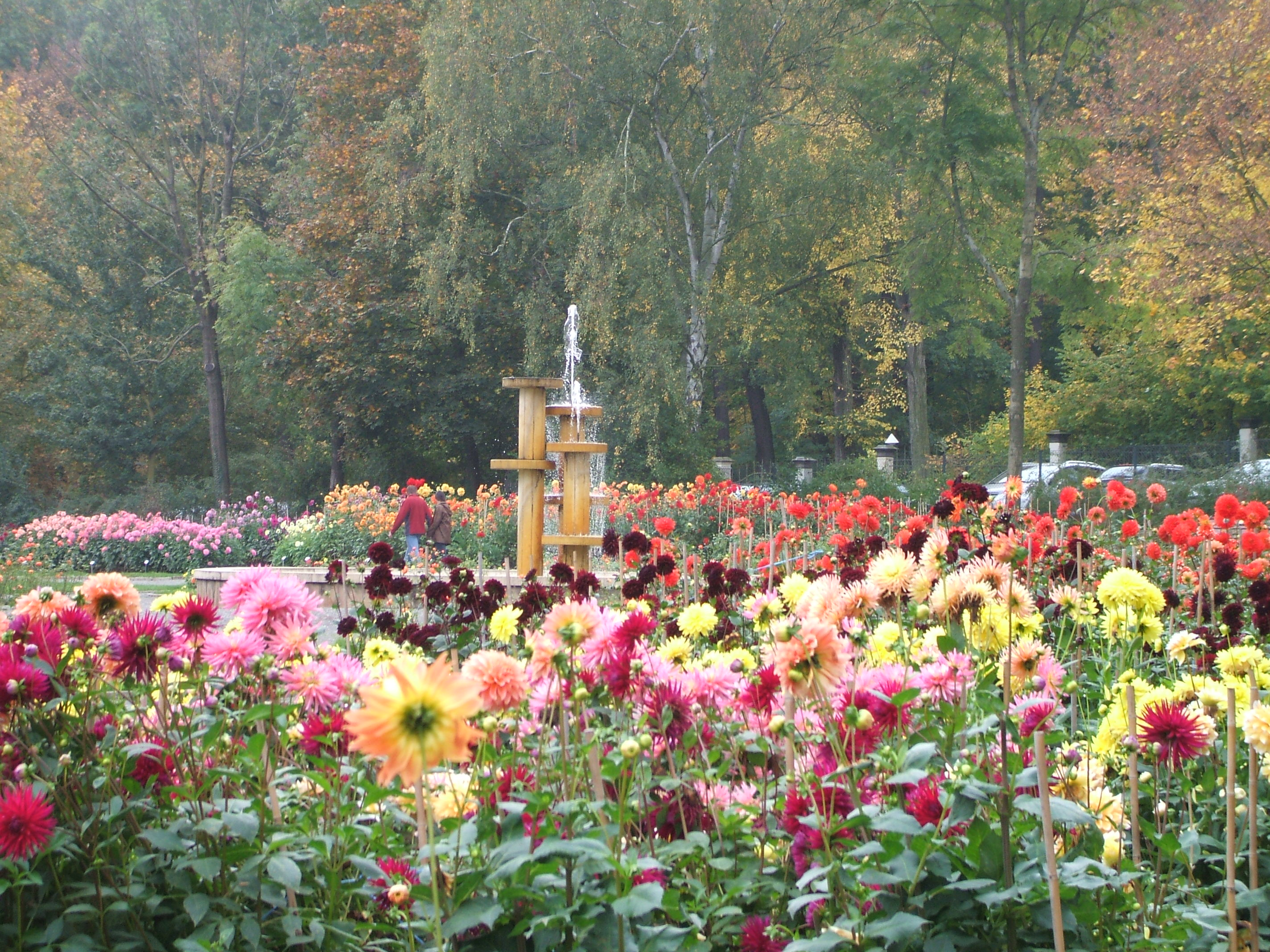
Der Dahliengarten zur Zeit der herbstlichen Dahlienbepflanzung (Oktober 2007); in der Bildmitte der von Thilo Schoder gestaltete Brunnen

## Geschichte
Die Idee zur Anlage des Dahliengartens kam 1927 von dem am Haus Schulenburg beschäftigten Obergärtner Sandhack. An der Stelle am westlichen Stadtrand befand sich eine stillgelegte Lehmgrube, die wegen der Auffüllung mit Schutt und Asche nicht zur Bebauung geeignet war. Das Gelände wurde mit Mutterboden von der Baustelle des Handelshofes, des ersten Geraer Hochhauses, aufgefüllt, und am 1. September 1928 konnte der nach Entwürfen des städtischen Gartenbauinspektors Combecher gestaltete Garten eröffnet werden. 1930 wurde ein von der Kaufhausbetreiberfamilie Biermann gespendeter Brunnen aufgestellt; ein Werk Thilo Schoders.

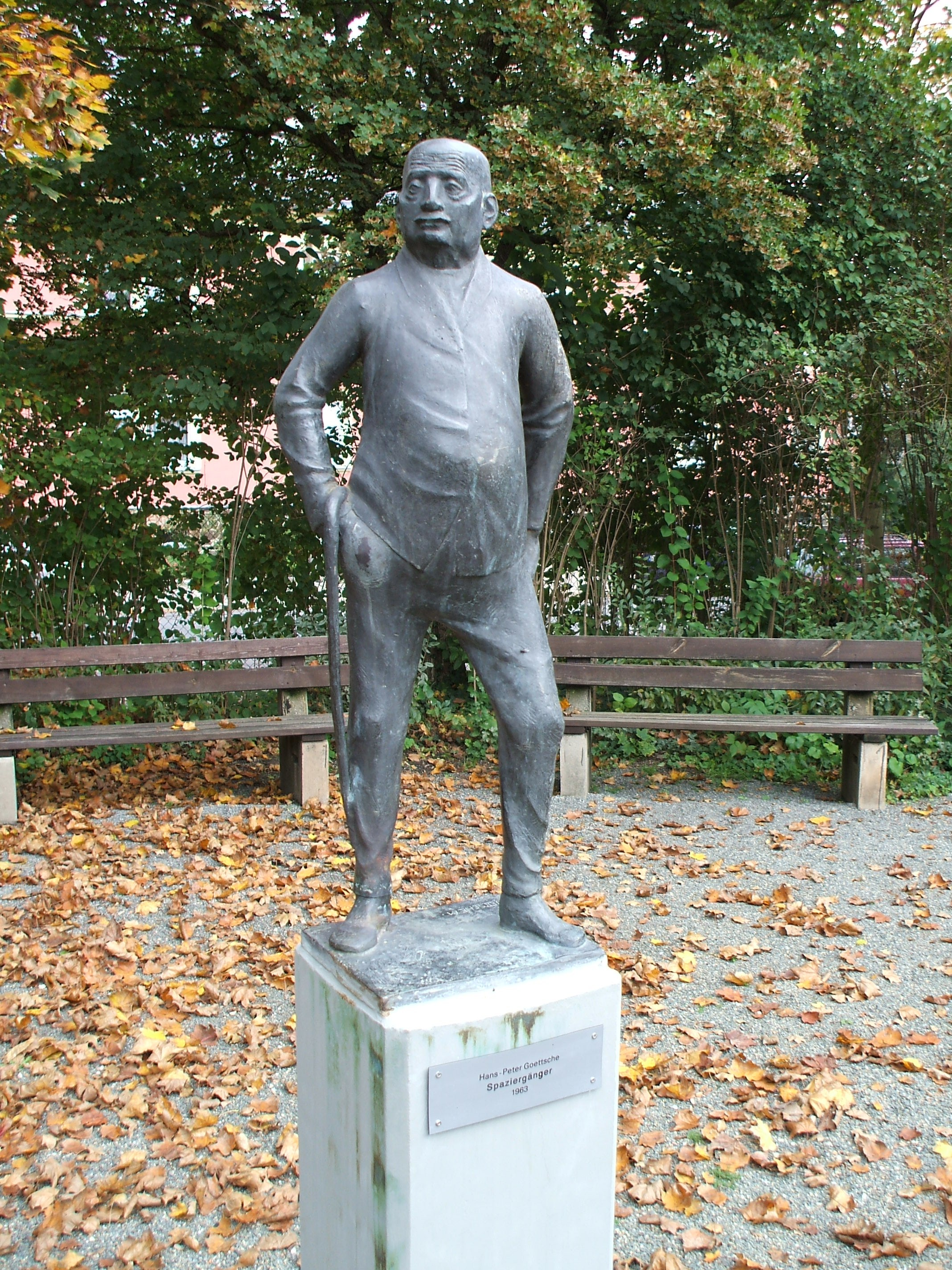
Plastik Spaziergänger von Hans-Peter Goettsche (1963)

Im Zweiten Weltkrieg wurde der Dahliengarten zu einem Nutzgarten für das nahe städtische Krankenhaus umfunktioniert, und nach 1945 teilte man ihn in Parzellen auf, die von Flüchtlingen und Einheimischen zum Anbau von Gemüse genutzt wurden. 1950 wurde der Garten wieder in seiner alten Form instand gesetzt; am 17. September 1950 fand das erste Dahlienfest nach Kriegsende statt.

## Heutige Nutzung
Früher gab es noch mehrere Köstritzer Dahliengärtner (z. B. Christian Deegen), doch heute liefert nur noch die einzige in Thüringen verbliebene Dahlienzuchtgärtnerei „Paul Panzer“ aus der Dahlienstadt Bad Köstritz jedes Jahr die Dahlien für den Geraer Dahliengarten. Gepflegt werden die Pflanzen vom Personal des Dahliengartens. Zum Dahlienfest am letzten Augustwochenende wählt das Publikum die schönste Dahlie. Die „Interessengruppe Dahliengarten“ unterstützt mit Projekten und Veranstaltungen den Erhalt des Gartens.
Zur Bundesgartenschau 2007 war der Dahliengarten ein Begleitprojekt.